# Jitsuko Yoshimura
Pour les articles homonymes, voir Yoshimura.
Jitsuko Yoshimura (吉村実子, Yoshimura Jitsuko), née le 18 avril 1943 à Tokyo, est une actrice japonaise.

## Biographie
Jitsuko Yoshimura a été repérée par Shōhei Imamura qui la fait débuter dans Cochons et Cuirassés (1961). Elle remporte le Blue Ribbon Award de la meilleure actrice dans un second rôle pour son interprétation dans Onibaba (1964) de Kaneto Shindō.
Elle est apparue dans une quarantaine de films entre 1961 et 2019,.

### Vie privée
Jitsuko Yoshimura a été mariée à l'acteur Tetsuo Ishidate (ja) de 1968 jusqu'à leur divorce en 1998. L'actrice Mari Yoshimura (ja) est sa sœur.

## Filmographie

### Au cinéma

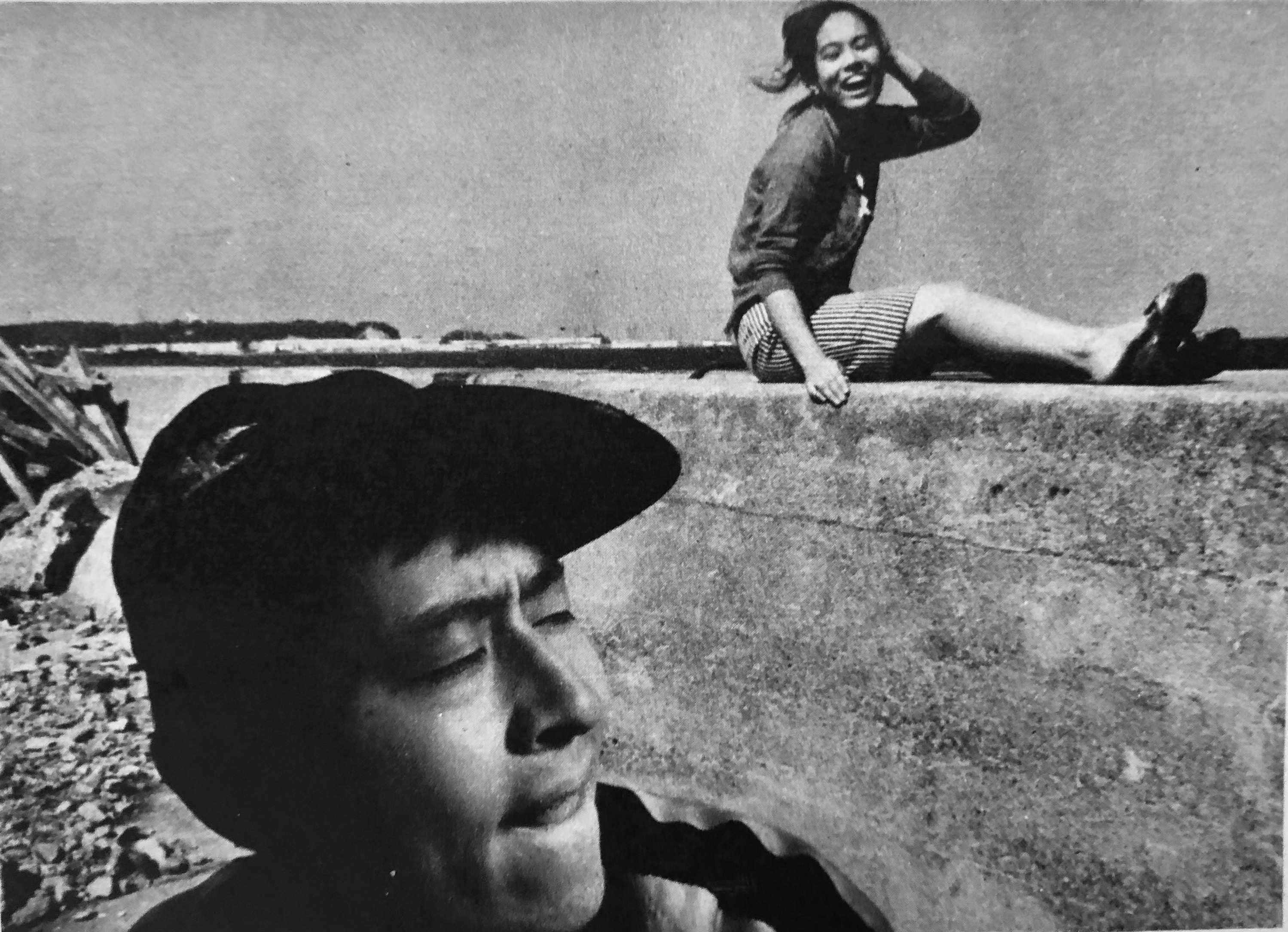
Hiroyuki Nagato et Jitsuko Yoshimura dans Cochons et Cuirassés (1961).

- 1961 : Cochons et Cuirassés (豚と軍艦, Buta to gunkan?) de Shōhei Imamura : Haruko
- 1963 : La Femme insecte (にっぽん昆虫記, Nippon konchūki?) de Shōhei Imamura : Nobuko
- 1964 : Onibaba (鬼婆, Onibaba?) de Kaneto Shindō : la jeune femme
- 1965 : Saigō no shinpan (最後の審判?) de Hiromichi Horikawa
- 1965 : Seishun zenki: Aoi kajitsu (青春前期 青い果実?) de Kiyoshi Horiike (ja)
- 1965 : Zettai tasū (ぜったい多数?) de Noboru Nakamura
- 1965 : La Guerre des espions (異聞猿飛佐助, Ibun Sarutobi Sasuke?) de Masahiro Shinoda
- 1965 : La Sorcière innocente (恐山の女, Osorezan no onna?) de Heinosuke Gosho
- 1966 : Atout cœur à Tokyo pour OSS 117 de Michel Boisrond : Tetsuko
- 1967 : Mesu ga osu o kuikorosu: Kamakiri (雌が雄を喰い殺す かまきり?) d'Umetsugu Inoue
- 1967 : Le Faux Inspecteur (にせ刑事, Nise keiji?) de Satsuo Yamamoto
- 1968 : Neon taiheiki (ネオン太平記?) de Tadahiko Isomi
- 1968 : Toshigoro (年ごろ?) de Masanobu Deme
- 1968 : Un voyou (ごろつき, Gorotsuki?) de Masahiro Makino
- 1968 : Suna no kaori (砂の香り?) de Katsuki Iwauchi (ja)
- 1969 : Kiki kaikai ore wa dareda?! (奇々怪々俺は誰だ？！?) de Takashi Tsuboshima (ja)
- 1969 : Akage (赤毛?) de Kihachi Okamoto : Oyoo
- 1970 : Dodes'kaden (どですかでん, Dodesukaden?) d'Akira Kurosawa : Yoshie Kawaguchi
- 1988 : Haha (母?) de Zenzō Matsuyama
- 1990 : Hoshi o tsugu mono (ほしをつぐもの?) de Kazuo Komizu
- 1990 : Shingō baka (信号ばか?) de Yoshiya Sugata
- 1995 : Hitodenashi no koi (人でなしの恋?) de Masako Matsūra (ja)
- 1999 : Coquille (コキーユ, Kokiiyū?) de Shun Nakahara : Kimie Fujisaki
- 2000 : Semi matsuri no shima (蝉祭りの島?) de Hiroyuki Yokoyama (ja)
- 2001 : Minna no ie (みんなのいえ?) de Kōki Mitani
- 2004 : Shinibana (死に花?) d'Isshin Inudō
- 2004 : Sen no kaze ni natte (千の風になって?) de Su-kil Kim
- 2004 : Hada no sukima (肌の隙間?) de Takahisa Zeze
- 2006 : Manji (卍?) de Noboru Iguchi
- 2010 : Bokkusu: Hakamada jiken inochi to wa (ＢＯＸ 袴田事件 命とは?) de Banmei Takahashi (ja)
- 2013 : Kyōaku (凶悪?) de Kazuya Shiraishi
- 2013 : Oshin (おしん?) de Shin Togashi
- 2014 : My Man (私の男, Watashi no otoko?) de Kazuyoshi Kumakiri
- 2015 : Yumeji: Ai no tobashiri (夢二 愛のとばしり?) de Keiji Miyano (ja)
- 2019 : Sadako (貞子?) de Hideo Nakata : une vieille femme

### À la télévision
- 2011 : Renzoku terebi shōsetsu: Ohisama (en) (連続テレビ小説・おひさま?)

## Doublage
- 1970 : Cléopâtre (クレオパトラ, Kureopatora?) d'Osamu Tezuka

## Distinctions
- 1965 : Blue Ribbon Award de la meilleure actrice dans un second rôle pour Onibaba[3]